# Кодок
Ко́док (англ. Kodok; ранее Фаше(о)да) — город в юго-восточной части провинции Верхний Нил в Южном Судане.

## История
Главным образом город известен из-за так называемого инцидента в Фашоде (1898 год) между Великобританией и Францией. Великобритания пыталась создать твёрдый и надёжный путь из Южной Африки через Восточную Африку в Египет, который к тому времени уже был под британским контролем. Между тем французы пытались расширить своё влияние из Западной Африки по южной границе пустыни Сахара, с тем чтобы контролировать торговые пути через Сахель. Пересечение линий британских и французских устремлений было в Фашоде (Кодоке), и противостояние вооружённых экспедиционных сил поставило две страны на грань войны. Результаты инцидента (в пользу Великобритании) способствовали стабилизации колониальных претензий и завершению «драки за Африку». Инцидент породил так называемый «синдром Фашоды во французской внешней политике». В 1904 году развитие англо-французского союза (Антанты) побудило британское руководство изменить название города на Кодок в надежде на стирании памяти об этом случае.
В 1955 году население Кодока составляло около 9100 человек. Во время Первой суданской гражданской войны в 1964 году, во время правления Мухаммада Ахмад Махджуба, Кодок стал местом кровавой бойни, устроенной военными из Хартума. Подобные убийства в 1964 и 1965 годах произошли также в других городах на юге Судана.
В 1990-х годах Кодок пострадал от серьёзного голода, и в него прибыло много представителей благотворительных организаций. В 2004 и 2005 годах, в конце Второй суданской гражданской войны, многие беженцы вернулись в город.

## Современный Кодок
Население города составляет около 6000 человек. Сегодня жители Кодока в основном занимаются натуральным сельским хозяйством, прежде всего земледелием и разведением крупного рогатого скота. С середины 1990-х годов они начали продавать гуммиарабик, полученный от акации-сейял (или красной акации). Время от времени происходят также местные споры между жителями Кодока и жителями южнее Малакаля на Ниле за права на землю и распределение воды. Поблизости от Кодока проходит запасной маршрут автомобильного трансафриканского шоссе Каир-Кейптаун.
Кодок сегодня испытывает значительное влияние христианства — здесь есть миссии евангелистов, католиков, пресвитериан.